# Гиповитаминоз
Гиповитаминоз (от греч. ὑπο «под, внизу» + витамины) — болезненное состояние, возникающее при недостаточном поступлении в организм витаминов по сравнению с их расходованием. Гиповитаминоз может развиться в авитаминоз — отсутствия в диете необходимых, но не синтезируемых организмом витаминов, приводящее к резкому ухудшению здоровья. Довольно часто встречается ошибочное использование термина «авитаминоз» вместо термина «гиповитаминоз». Авитаминоз, в отличие от гиповитаминоза, является серьёзным заболеванием, развившимся вследствие острой нехватки какого-либо витамина (например, рахит, бери-бери, цинга) .
Гиповитаминоз может быть вызван как недостатком витаминов в пище, так и нарушениями обмена веществ в организме. В первом случае гиповитаминоз называется экзогенным, во втором — эндогенным. Эндогенные гиповитаминозы могут быть вызваны генетическими причинами и проявляться с детства; примером такого заболевания является врождённая мальабсорбция фолатов.
Противоположность гиповитаминоза — гипервитаминоз.

## Гиповитаминозы у животных
На обеспеченность животных витаминами и на их обмен в организме влияют многочисленные факторы. При недостатке или отсутствии какого-либо витамина в корме, при неспособности животного к усвоению его из желудочно-кишечного тракта или чрезмерном разрушении витамина в организме возникает болезнь, которую называют гиповитаминозом. По происхождению гиповитаминозы бывают экзогенного и эндогенного характера. Если заболевание экзогенного характера, то его чаще всего регистрируют, как массовое и длительное. При нарушении обмена витаминов повышается восприимчивость животных к инфекционным и инвазионным болезням, возникает предрасположенность к аутоинфекциям.